# Conjunto de alquerías de la calle Olba
El conjunto de alquerías de la calle Olba y panel de San Vicente Ferrer es un bien de relevancia local situado en el barrio de Marchalenes en la ciudad de Valencia (España).
Se trataba de un pequeño núcleo campesino cercano a la ciudad. La datación de los edificios se sitúa entre los siglos XVII y XIX.

## Descripción
El conjunto está formado por cinco edificios, correspondientes a los números 9, 11, 13, 15 y 22 de la calle Olba. Los impares se encuentran unos junto a otros en dirección SW-NE, mientras que el par no es paralelo a los primeros, sino que se encuentra perpendicular a los mismos. En el Catálogo de bienes y espacios protegidos de naturaleza rural de la revisión simplificada del Plan General de Ordenación Urbana de Valencia se encuentran fotografías que muestran un edificio más que correspondería al número 17, pero que no aparece en las fotos más recientes de dicho documento. Los números 11, 13 y 22 tienen todos sus accesos tapiados, así como los originales del 9, en el que se ha practicado una puerta de garaje en un lateral.
Las casas corresponden al tipo de construcción con crujías paralelas a la fachada, con excepción del número 11, de mucho menor volumen y que constituye el aprovechamiento de una porchada para ensanchar el espacio útil. Presentan cubiertas a dos aguas con cumbrera. Los edificios -salvo el mencionado 11- se componen de planta baja, piso y andana. Los espacios superiores fueron inicialmente almacenes, y con el tiempo fueron habilitados como viviendas, modificando las ventanas y añadiendo balcones. Este proceso continuó hasta los años 30 del siglo XX, cuando en el número 15 se añadió una escalera de acceso a la andana para transformarla en vivienda.

## Datación
El edificio del número 13 presenta un arco de medio punto de ladrillo. Su fachada es de este mismo material. La composición y el material de la fachada, así como su cota relativamente hundida han llevado a fecharla a finales del siglo XVII o inicios del XVIII.
El edificio del número 15, más alto y mejor conservado, se estima que fue construido en el siglo XVIII, si bien tuvo diferentes modificaciones y sustituciones de elementos. Así presenta un alero de madera instalado en el siglo XIX por su propietario, carpintero, para reemplazar a otro anterior. En la fachada del edificio se encuentra la imagen de San Vicente Ferrer en cerámica de circa 1924, habiendo también una cruz de piezas de cerámica tipo mocadoret blanquiverdes, que fue sustraída hacia la época de elaboración del Catálogo.

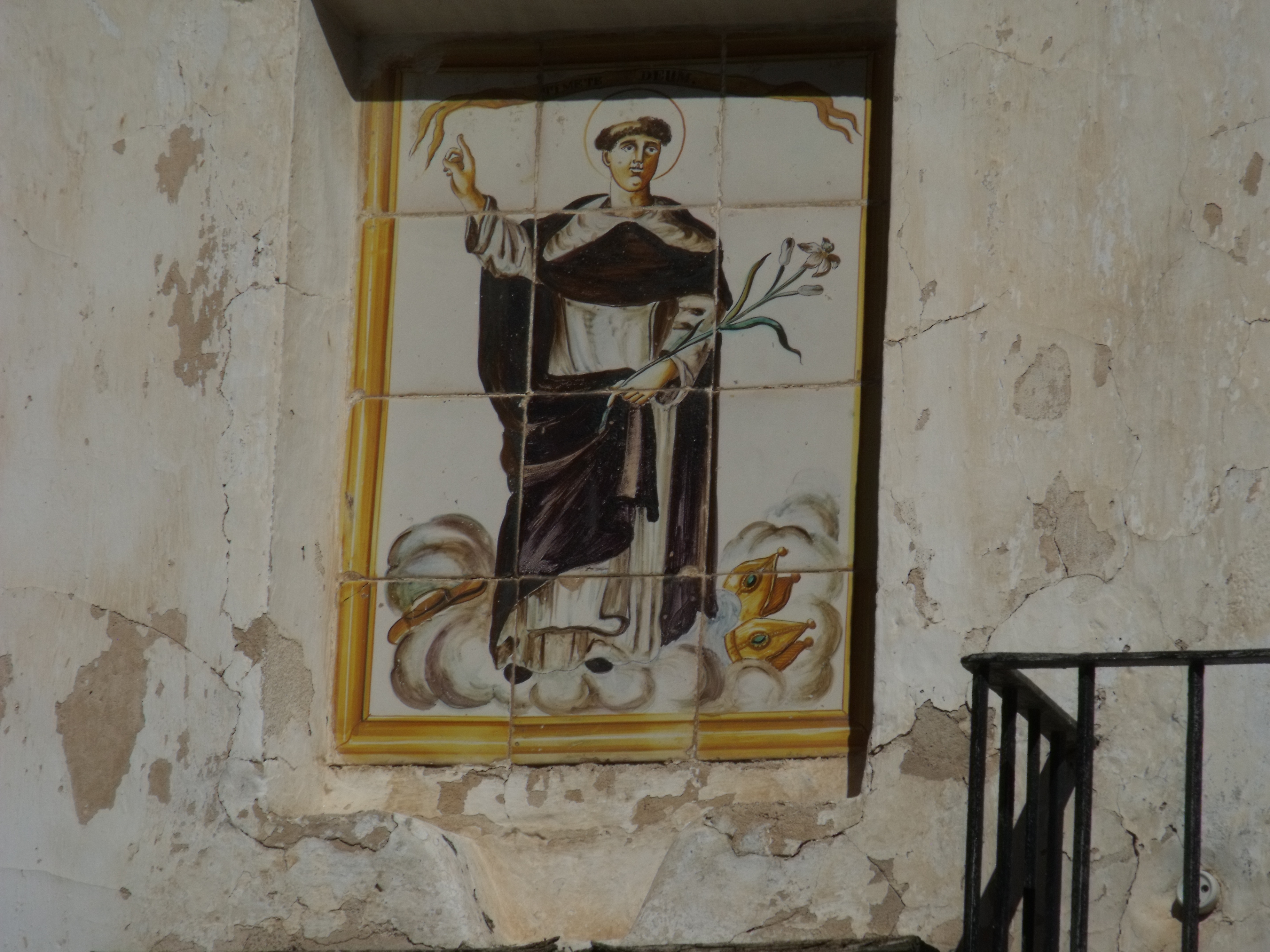
Retablo de San Vicente Ferrer.

El lugar podría ser Olarios que se menciona en el Llibre del Repartiment de Valencia. Desde el siglo XIV figura en documentos con el nombre de Ollería, el cual podría deberse a la presencia de alfares. La acequia de Petra (parte de la de Rascaña) pasaba por el lugar. En el catastro de 1932, la acequia aparece separando el lado de los número pares del de los impares. El nombre tradicional de Ollería se utilizó también para un apeadero del ferrocarril de vía estrecha. El ayuntamiento de Valencia cambió el nombre por el de calle Olba el 9 de abril de 1964.

## Retablo cerámico de San Vicente Ferrer
En la fachada del número 15 se encuentra un retablo cerámico formado por doce piezas (un rectángulo de cuatro de alto por tres de ancho) de cerámica. Las piezas son cuadradas, de 0,2 metros de lado, con lo que el conjunto tiene 0,8 por 0,6 metros. La figura representada es San Vicente Ferrer, con hábito de dominico, y señalando con su mano derecha la filacteria en la que figura su lema Temite Deum.
Aunque el Catálogo considera que se encuentra en buen estado y sin roturas o daños de relevancia, también hace constar que el riesgo de destrucción es altísimo. Hay que señalar que la cruz de cerámica que también figuraba en esta misma fachada fue robada.

## Imágenes

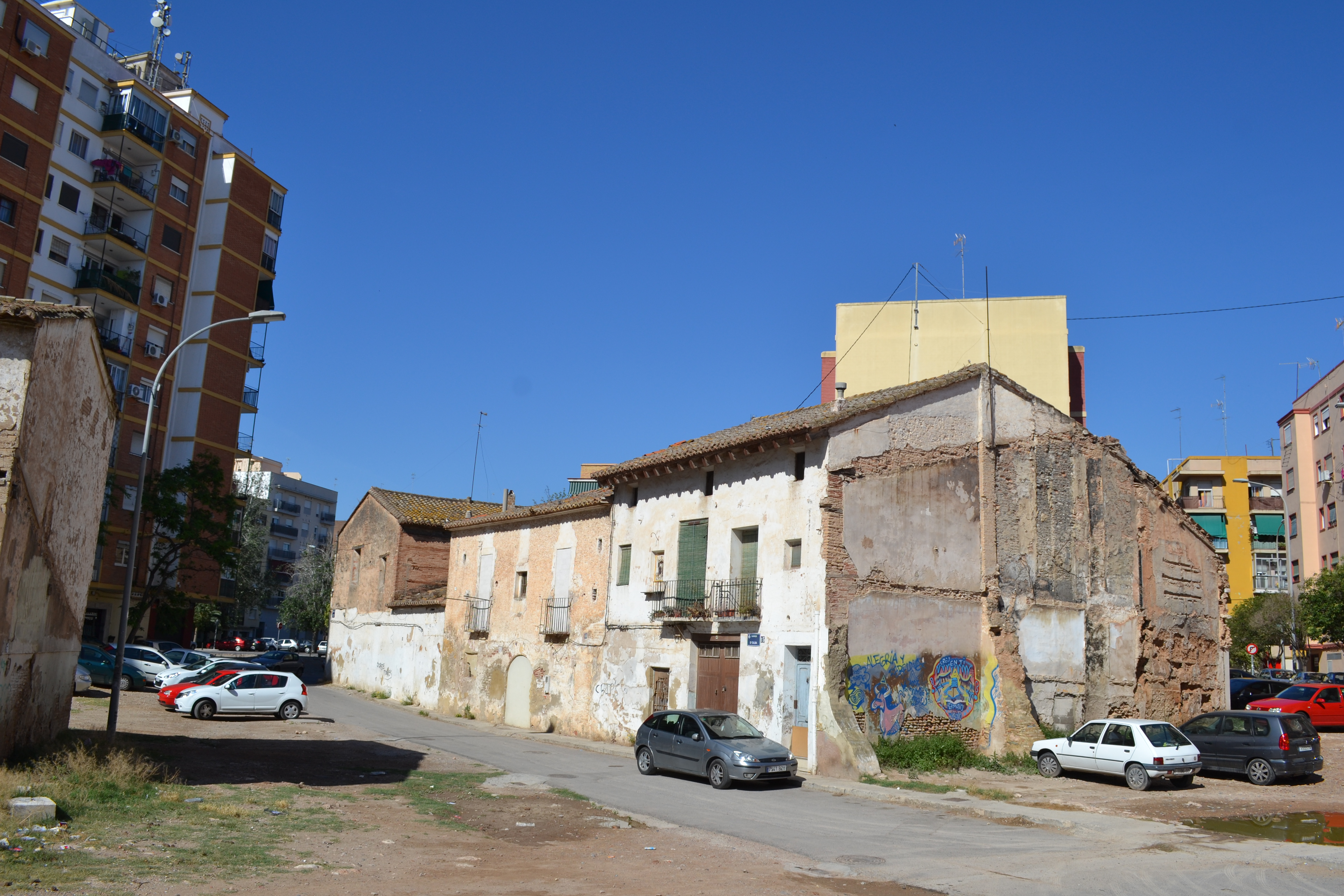
Conjunto.
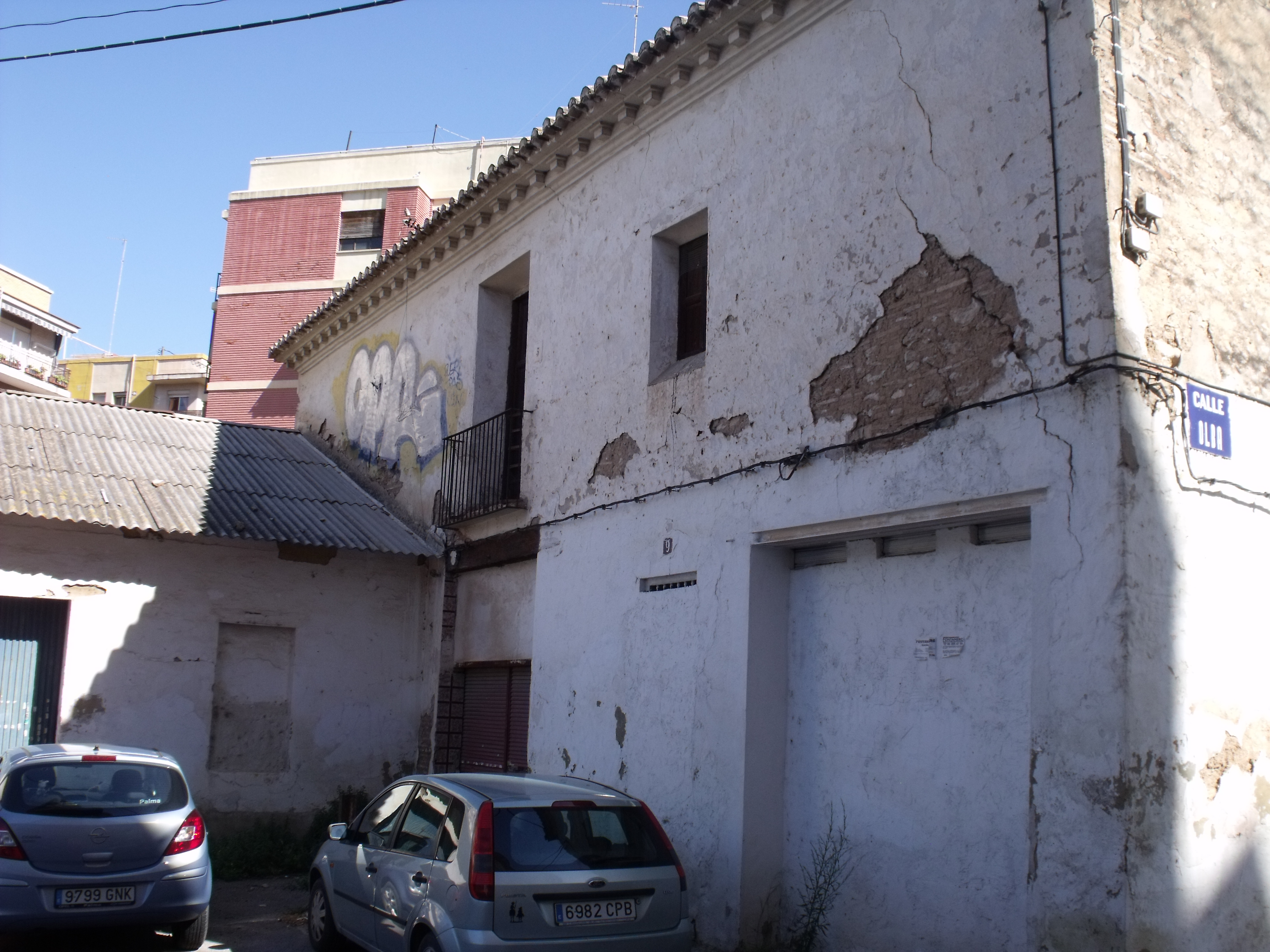
Número 9.
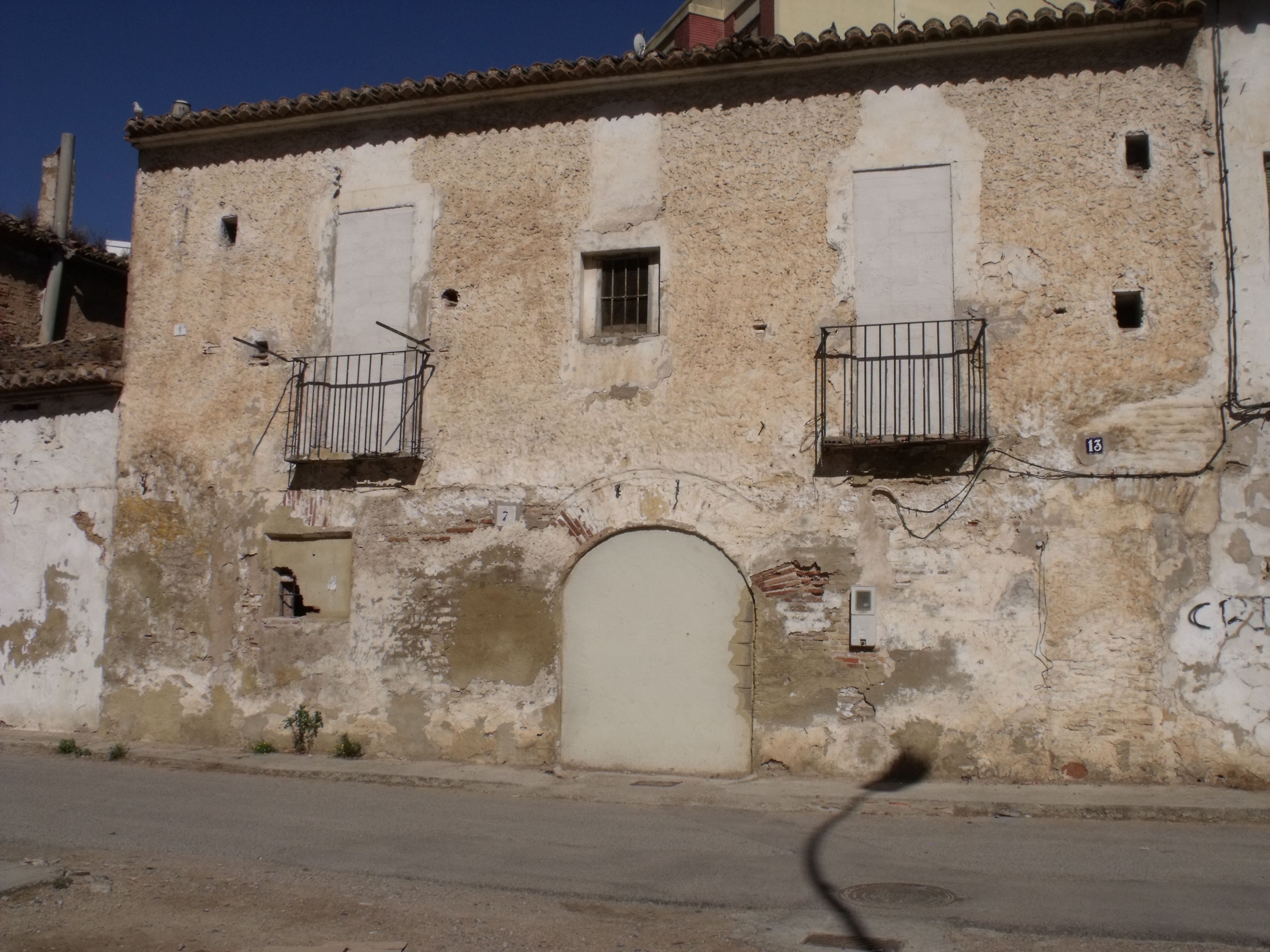
Número 13.
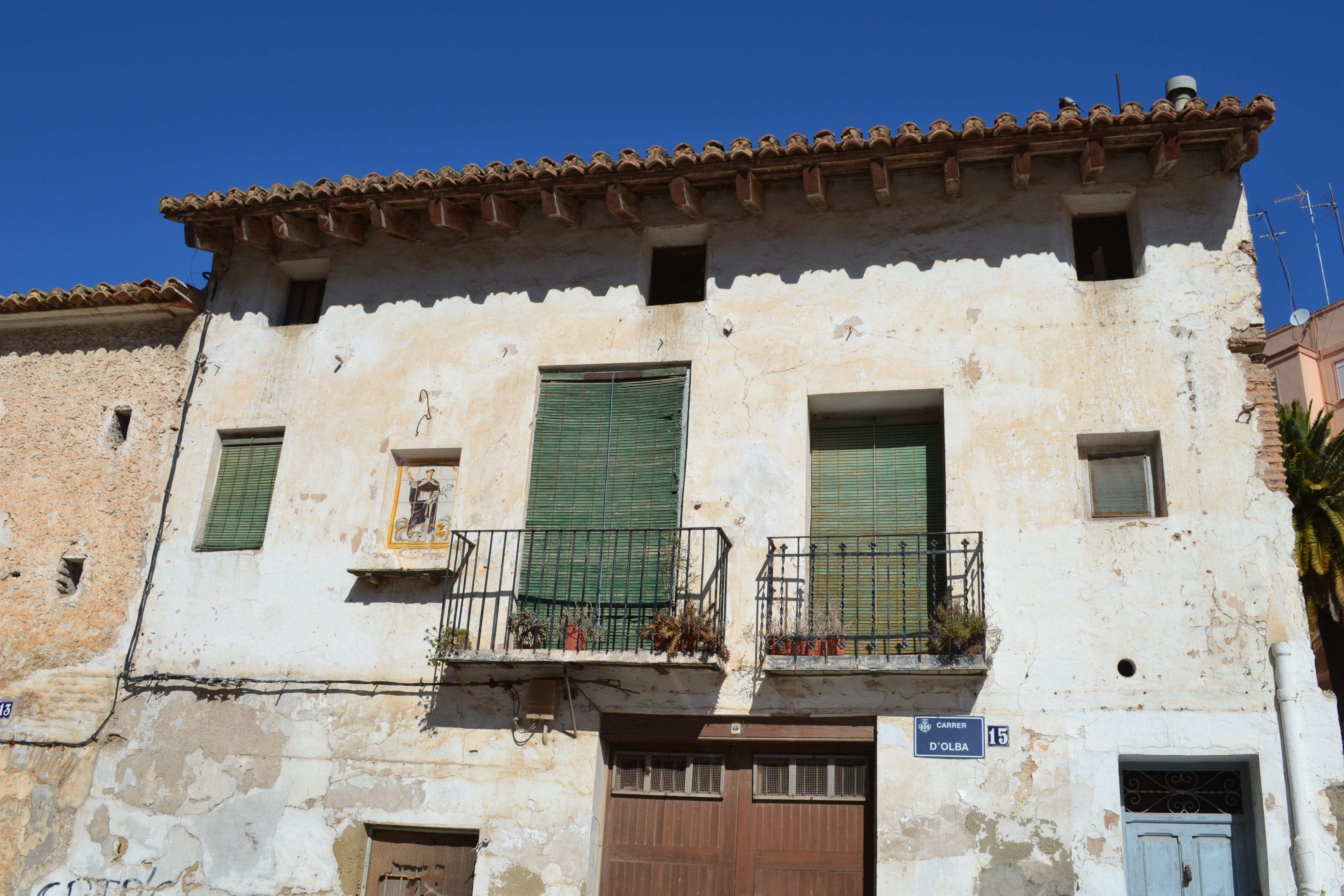
Número 15.
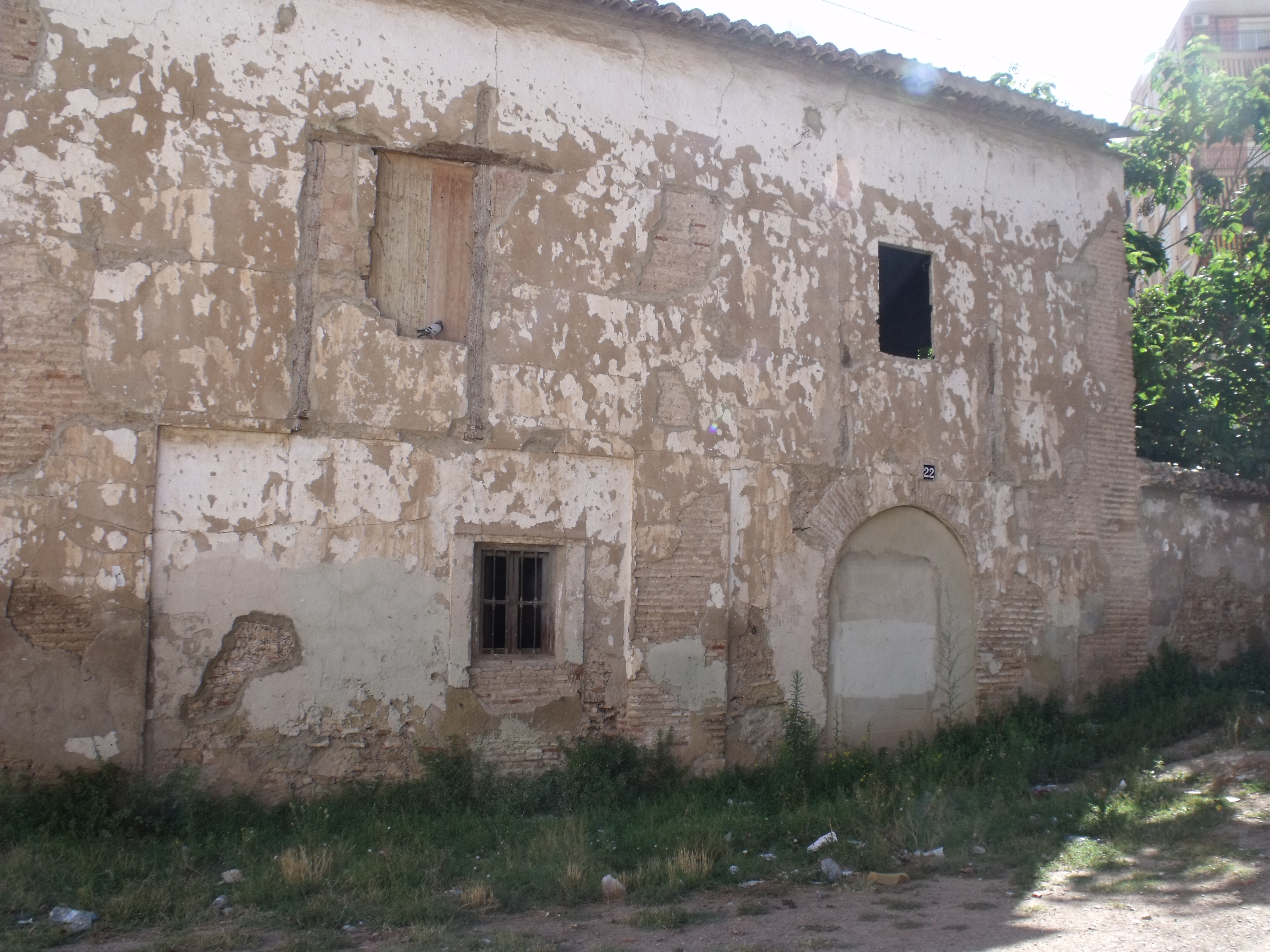
Número 22.
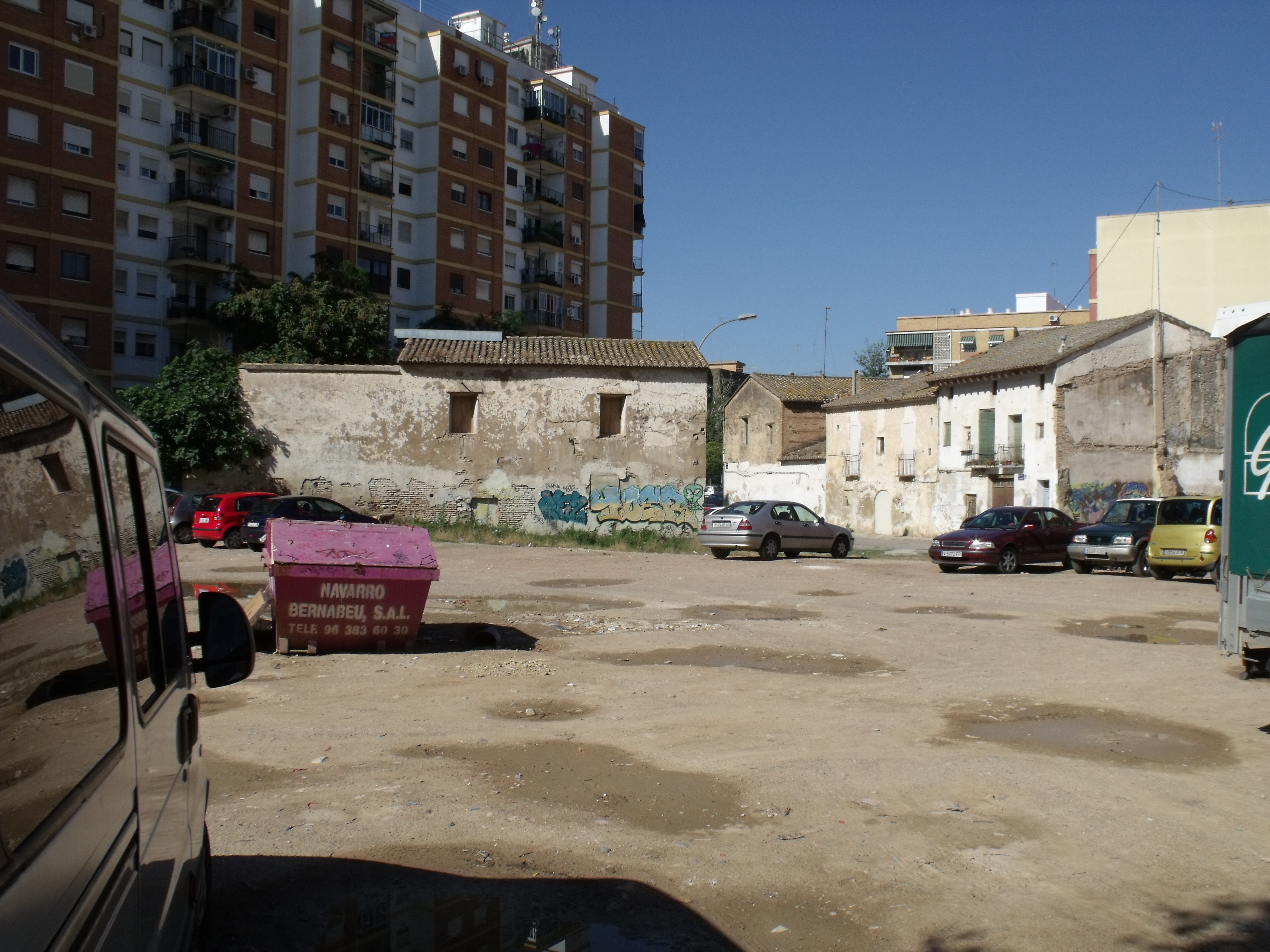
Entorno del conjunto en junio de 2013.